# Schleißheim
Schleißheim ist eine Gemeinde in Oberösterreich im Bezirk Wels-Land im Hausruckviertel mit 1441 Einwohnern (Stand 1. Jänner 2024).

## Geografie
Schleißheim liegt auf 317 m Höhe und liegt geographisch im Traunviertel, politisch gehört es jedoch zum Hausruckviertel. Die Ausdehnung beträgt von Nord nach Süd 3,1 km und von West nach Ost 6,1 km. Die Gesamtfläche beträgt 7,55 km². 18,4 % der Fläche sind bewaldet und 67,1 % der Fläche sind landwirtschaftlich genutzt.

### Gemeindegliederung
Das Gemeindegebiet umfasst folgende drei Ortschaften (in Klammern Einwohnerzahl Stand 1. Jänner 2024):
- Blindenmarkt (114)
- Dietach (317)
- Schleißheim (1010)

Die Gemeinde besteht aus den Katastralgemeinden Dietach und Schleißheim.
Die Gemeinde gehört zum Gerichtsbezirk Wels.

### Nachbargemeinden
|                   | Wels                                        | Marchtrenk               |
| Thalheim bei Wels | Kompassrose, die auf Nachbargemeinden zeigt | Weißkirchen an der Traun |
|                   | Sipbachzell                                 |                          |

## Geschichte
Ursprünglich im Ostteil des Herzogtums Bayern liegend, gehörte der Ort seit dem 12. Jahrhundert zum Herzogtum Österreich. Seit 1490 wird er dem Fürstentum Österreich ob der Enns zugerechnet.
Während der Napoleonischen Kriege war der Ort mehrfach von den Franzosen besetzt.
Nach dem Anschluss Österreichs an das Deutsche Reich am 13. März 1938 gehörte der Ort zum Gau Oberdonau. Nach 1945 erfolgte die Wiederherstellung Oberösterreichs.

## Bevölkerungsentwicklung
Quelle: Statistik Austria

## Kultur und Sehenswürdigkeiten
- Schloss Dietach

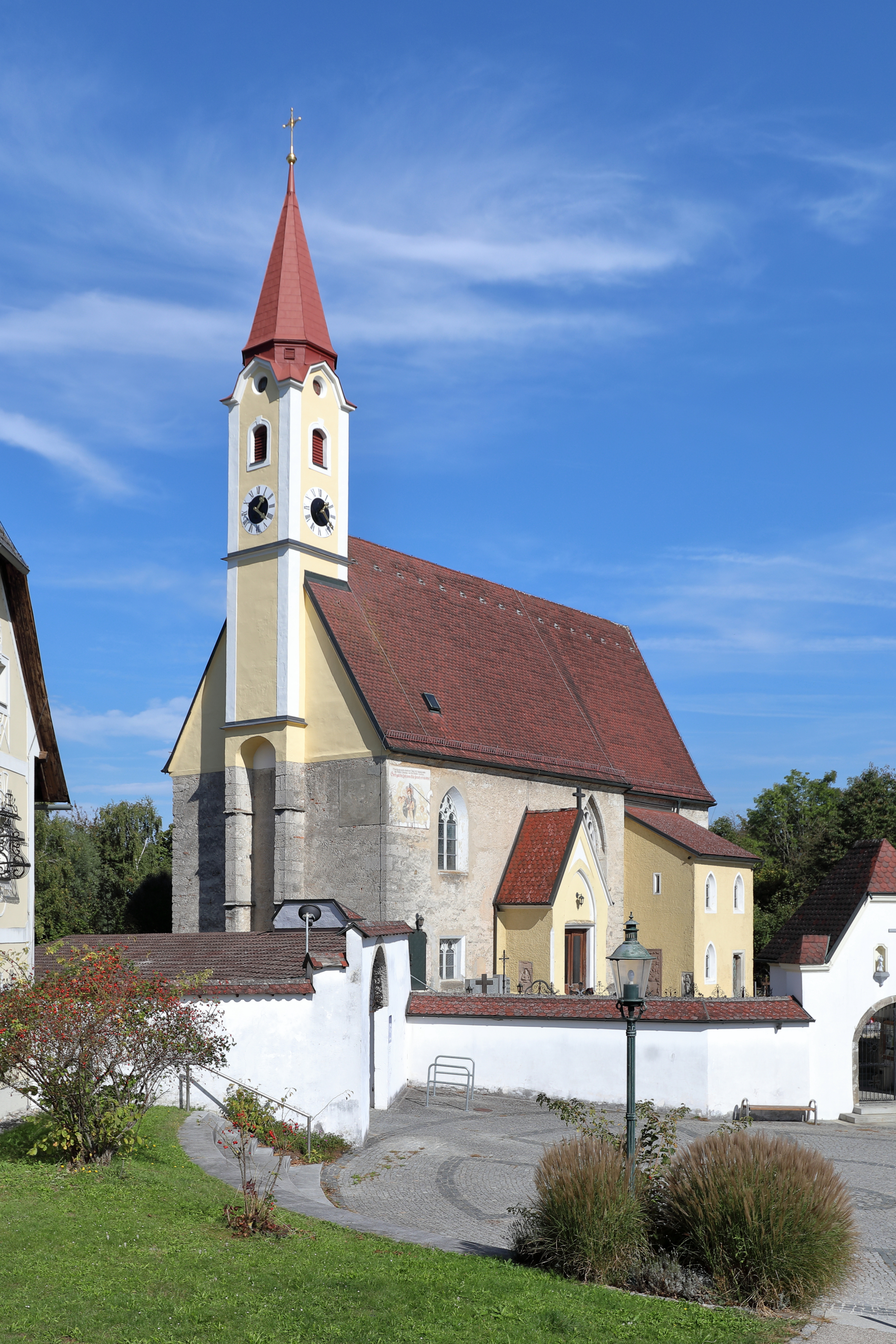
Pfarrkirche Schleißheim

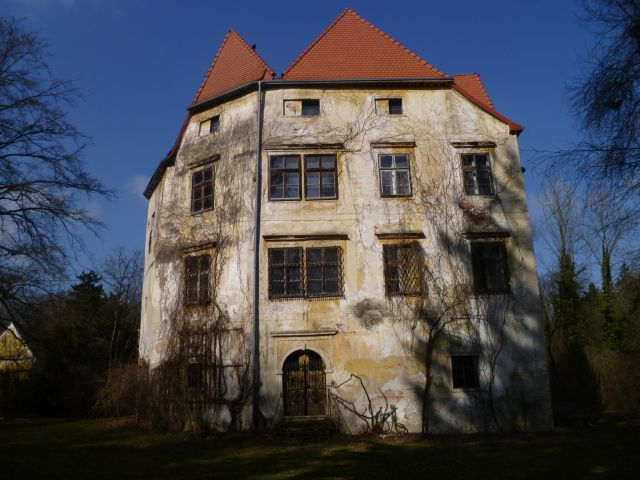
Schloss Dietach

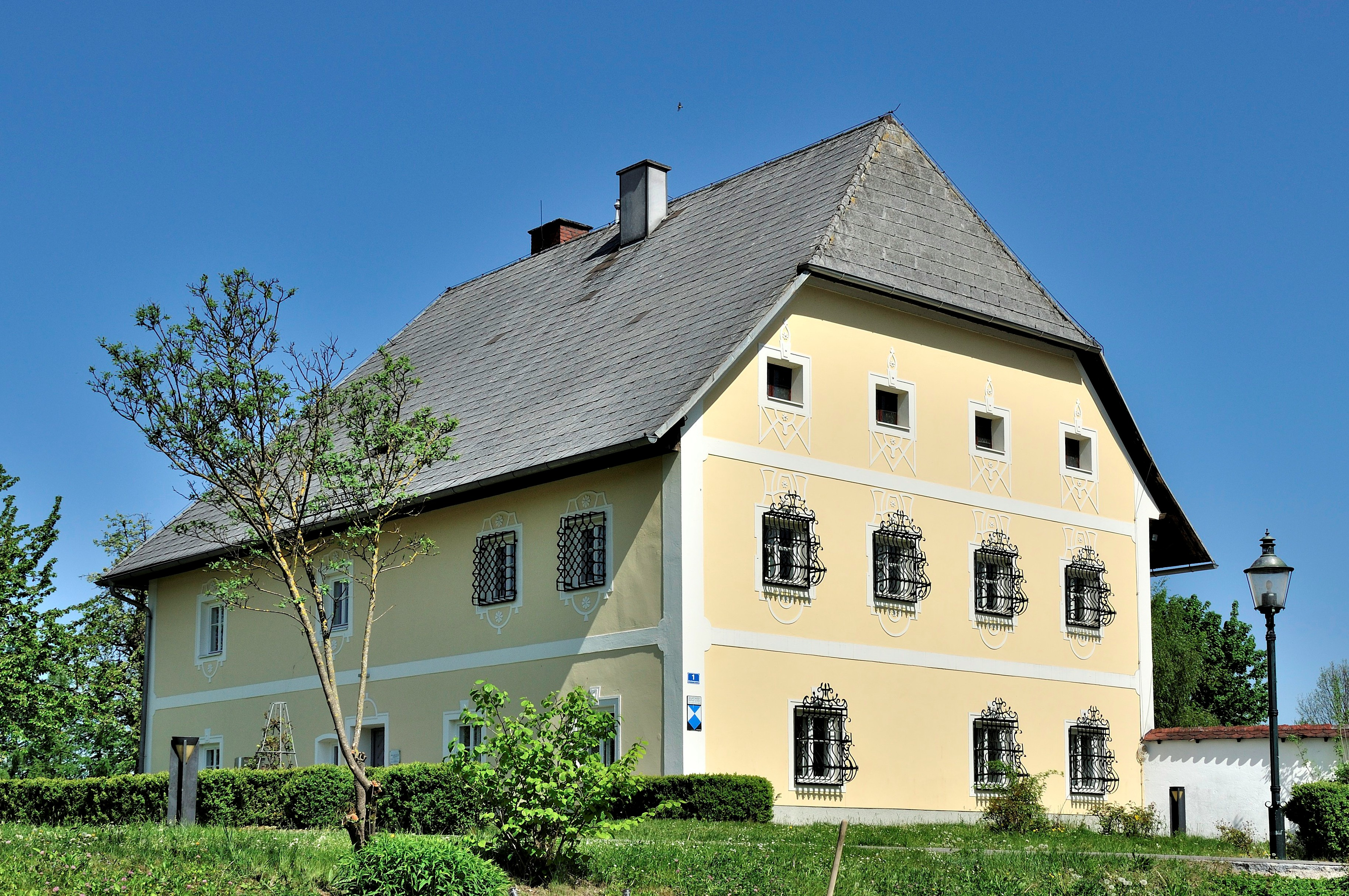
Pfarrhof Schleißheim

- Katholische Pfarrkirche Schleißheim hl. Gallus

## Wirtschaft und Infrastruktur

### Wirtschaftssektoren
Von den 31 landwirtschaftlichen Betrieben des Jahres 2010 waren 15 Haupt- und 16 Nebenerwerbsbauern. Die Haupterwerbsbetriebe bewirtschafteten 77 Prozent der Flächen. Im Produktionssektor arbeiteten 36 Erwerbstätige im Bereich Herstellung von Waren und 14 in der Bauwirtschaft. Die wichtigsten Arbeitgeber des Dienstleistungssektors waren die Bereiche soziale und öffentliche Dienste (37), Handel (27) und freiberufliche Dienstleistungen (27 Mitarbeiter).
| Wirtschaftssektor            | Anzahl Betriebe | Anzahl Betriebe | Erwerbstätige | Erwerbstätige |
| Wirtschaftssektor            | 2011            | 2001            | 2011          | 2001          |
| ---------------------------- | --------------- | --------------- | ------------- | ------------- |
| Land- und Forstwirtschaft 1) | 31              | 42              | 28            | 28            |
| Produktion                   | 9               | 7               | 50            | 41            |
| Dienstleistung               | 59              | 19              | 124           | 51            |

1) Betriebe mit Fläche in den Jahren 2010 und 1999

### Arbeitsmarkt, Pendeln
Im Jahr 2011 lebten 643 Erwerbstätige in Schleißheim. Davon arbeiteten 112 in der Gemeinde, mehr als achtzig Prozent pendelten aus.

### Bildung
In Schleißheim gibt es einen Kindergarten und eine Volksschule.

### Verkehr
Schleißheim liegt im Dreieck, das von West Autobahn A1, Welser Autobahn A25 und Innkreis Autobahn A8 gebildet wird.

## Politik

### Gemeinderat
Der Gemeinderat hat 19 Mitglieder.
- Mit den Gemeinderats- und Bürgermeisterwahlen in Oberösterreich 1997 hatte der Gemeinderat folgende Verteilung: 7 ÖVP, 3 FPÖ und 3 SPÖ. (13 Mandate)
- Mit den Gemeinderats- und Bürgermeisterwahlen in Oberösterreich 2003 hatte der Gemeinderat folgende Verteilung: 7 ÖVP und 6 SPÖ. (13 Mandate)
- Mit den Gemeinderats- und Bürgermeisterwahlen in Oberösterreich 2009 hatte der Gemeinderat folgende Verteilung: 6 ÖVP, 4 SPÖ und 3 FPÖ. (13 Mandate)
- Mit den Gemeinderats- und Bürgermeisterwahlen in Oberösterreich 2015 hatte der Gemeinderat folgende Verteilung: 9 ÖVP, 5 FPÖ und 5 SPÖ. (19 Mandate)
- Mit den Gemeinderats- und Bürgermeisterwahlen in Oberösterreich 2021 hat der Gemeinderat folgende Verteilung: 12 ÖVP, 4 SPÖ und 3 FPÖ (19 Mandate).[8][9]

| Partei | 2015    | 2015    | 2009  | 2009    | 2003  | 2003    | 1997  | 1997    |
| Partei | Prozent | Mandate | %     | Mandate | %     | Mandate | %     | Mandate |
| ------ | ------- | ------- | ----- | ------- | ----- | ------- | ----- | ------- |
| ÖVP    | 45,37   | 9       | 47,55 | 6       | 56,59 | 7       | 50,09 | 7       |
| SPÖ    | 26,06   | 5       | 28,87 | 4       | 43,41 | 6       | 28,47 | 3       |
| FPÖ    | 28,57   | 5       | 23,58 | 3       |       |         | 21,44 | 3       |

### Bürgermeister
Bürgermeister waren:
- bis 1855 Mathias Freimüller
- 1855–1858 Joseph Gatterbauer
- 1858–1861 Johann Neuwirth
- 1861–1864 Ignaz Engelmeyr
- 1864–1870 Andreas Schmidtbauer
- 1870–1879 Ignaz Huber
- 1879–1882 Johann Aichinger
- 1882–1885 Ignaz Huber
- 1885–1888 Andreas Schmidtbauer
- 1888–1891 Alois Schütz
- 1891–1894 Johann Zehetner
- 1894–1897 Mathäus Freimüller
- 1897–1910 Andreas Baurecker
- 1910–1912 Karl Huber
- 1912–1935 Peter Sattleder
- 1935–1938 Josef Huber
- 1938–1945 Johann Lederhilger
- 1945–1960 Georg Zachhuber
- 1960–1979 Karl Pachner
- 1979–1991 Max Zachhuber
- 1991–2019 Manfred Zauner (ÖVP)
- seit 2019 Johann Knoll (ÖVP)[15]

### Wappen
Seit Juni 1984 hat Schleißheim ein Gemeindewappen. Offizielle Beschreibung des Gemeindewappens: Erniedrigt schräg geteilt; oben in Rot ein silberner, wachsender Bär, der in den Tatzen ein goldenes, vierspeichiges Wasserrad hält, unten schräg geteilt von Gold und Schwarz mit drei Rauten in gewechselten Farben. Die Gemeindefarben sind Gelb-Schwarz.
Der Bär als Attribut des hl. Gallus bezieht sich auf den Schutzpatron der Pfarre, das Wasserrad in dessen Pranken auf die Tradition der Messerer, Klingenschmiede, Schleifer und Müller am Schleißbach. – Die gelb-schwarzen Rauten stammen aus dem Wappen des im 15. Jahrhundert im Besitz des Schlosses und der Herrschaft Dietach nachweisbaren Geschlechtes der Pirchinger.

## Persönlichkeiten

### Söhne und Töchter der Gemeinde
- Kurt Trautwein (1881–1958), Mikrobiologe

### Personen mit Bezug zur Gemeinde
- Johannes Seld de Leubs (15. Jahrhundert) wirkte als Pfarrer in Schleißheim